# Cuphea tenuissima
Cuphea tenuissima är en fackelblomsväxtart som beskrevs av Emil Bernhard Koehne. Cuphea tenuissima ingår i släktet blossblommor, och familjen fackelblomsväxter. Inga underarter finns listade i Catalogue of Life.